# Poecilotylus landrocki
Poecilotylus landrocki är en tvåvingeart som beskrevs av Leander Czerny 1932. Poecilotylus landrocki ingår i släktet Poecilotylus och familjen skridflugor. Inga underarter finns listade i Catalogue of Life.